# Chima jeogori

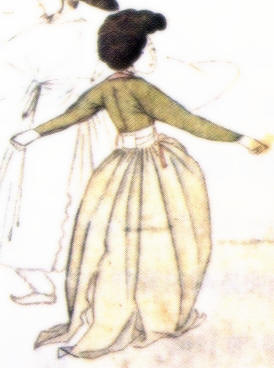
Chima jeogori

Chima jeogori – tradycyjne koreańskie ubranie kobiece, składające się z górnej części zwanej jeogori oraz spódnicy chima. Męska wersja tego ubioru składa się z chima i baji – workowatych spodni. Ubranie to jest jedną z form hanboka, tradycyjnego, koreańskiego stroju.